# 雪の早明戦
雪の早明戦（ゆきのそうめいせん）とは、1987年12月6日に、東京都新宿区霞ヶ丘町の国立霞ヶ丘競技場陸上競技場（国立競技場）で行われた、関東大学ラグビー対抗戦グループ最終戦・早稲田大学対明治大学の一戦（早明戦）を指す。
早稲田からはSH堀越正巳やWTB今泉清、明治からはWTB吉田義人といった、後の日本代表の顔となる「スーパー1年生」が出場を果たしたこと や、当日未明からの悪天候、さらには試合終了間際の両軍の激しい攻防などが絡み、名勝負の多い早明戦の中でも“伝説の試合”と語り継がれる試合となった。
なお、明治サイドから見たときには早稲田と明治の対戦は「明早戦」と語られるが、本項目では各種媒体の記述にあわせて「早明戦」で統一することとする。

## 概要
この年の対抗戦グループは5年ぶりの優勝を目指す全勝の早稲田と3連覇を目指す1敗の明治が激突する展開となり、毎年12月第1日曜日に対抗戦グループ最終戦として行われる早明戦も例年以上に注目度が上がっていた。しかし、当日未明から降り出した雪は都心部にもみるみる積もり、12月上旬としては戦後始めて都心部で積雪を観測することとなった。中山競馬場で開催予定だった中央競馬は中止になり、閉園にする遊園地もある状況の中、国立競技場にも5cmの積雪を観測し、対抗戦も試合中止（延期）になるのではと危ぶまれたが、各大学のラグビー部員や関東ラグビーフットボール協会の関係者200人が総出で雪かきを行い、何とか開催に持ち込むことができた。
5年前に66,999人という「収容人員越え」の観客動員を記録した早明戦 とはいえ、さすがの悪天候で観客動員も伸び悩むと思われ、試合前の指定席は観客もまばらだった が、試合開始直前には満員の観衆が詰めかけ、フィールド周囲に除雪した雪が残る中、試合は予定通り午後2時にキックオフした。
前半4分、直前のプレーで明治NO8大西一平が脳しんとうでフィールドを離れ一時的に15人対14人となった状況で、ゴールライン際での明治ボールのラインアウトを早稲田LO篠原太郎が奪ってそのままインゴールに倒れ込み先制のトライ。この年新人ながらキッカーを任されていた早稲田WTB今泉のコンバージョンキックは外れ、4-0となる。18分には、早稲田陣内でのスクラムから明治SO加藤尋久がゴール前に蹴り出したボール を早稲田NO8清宮克幸がファンブルしたのを見逃さなかった明治WTB吉田が奪ってそのままゴール左隅にトライ。コンバージョンは外れるものの、4-4の同点に持ち込む。その後、両軍1本ずつのペナルティゴール（PG）を決めるも、一部に雪の残っていたグラウンドは徐々にぬかるみ、一進一退の攻防を繰り返したまま7-7の同点で前半を終える 。
後半4分、早稲田がPGを決めて10-7とするも、悪化したグラウンドコンディションによりボールも水を含み、寒さで足が思うように動かないせいで 両軍とも正面のPGを外すなど、両軍総力戦の様相を呈す。気温も上がらない中、スクラムを組むと両軍の選手から湯気が立つ状況であった。
後半30分、早稲田のインゴールノックオンで得たスクラムから、明治が早稲田陣内に攻め込み、何度もゴール前に迫る展開を見せる。この間、明治が幾度かペナルティキックのチャンスを得るが、対抗戦グループ優勝のためには勝利が絶対条件の明治はPGを狙いに行かず、あくまでも勝ち越しのトライを狙いに行く。試合が止まる展開が多かったためロスタイムは8分近くにも及び、ロスタイム突入後に明治のキックがインゴールに転がり、明治WTB吉田が抑えたように見えた場面もあったが、キャリーバックでトライにはならず。その後攻める明治が早稲田をゴール前に釘付けにし、何度もFW勝負を挑むが、鉄壁のディフェンスを誇る早稲田もバックスがモールに加わってゴールラインを割らせない。最終盤には早稲田FB加藤進一郎が脳しんとうで退場したものの、代わって入った吉村恒も加わって凌ぎきり、ノーサイド。早稲田が10-7で明治を下してこの年の対抗戦グループ優勝を決めた。

## 試合結果
| 1987年12月6日 14:00 | 早稲田大学                             | 10 – 7 | 明治大学                         | 国立霞ヶ丘競技場陸上競技場（新宿区） 観客数: 62,000人 レフリー: 真下昇 |
| 1987年12月6日 14:00 | T: 篠原太郎 5' PG: 今泉清 (2) 36', 44' |        | T: 吉田義人 18' PG: 川上健司 26' | 国立霞ヶ丘競技場陸上競技場（新宿区） 観客数: 62,000人 レフリー: 真下昇 |

| 早稲田大学 |    |                               |
|            |    |                               |
| FB         | 15 | 加藤進一郎（久我山）4年 80+分 |
| RW         | 14 | 桑島靖明（石神井）4年         |
| OC         | 13 | 中島健（早実）4年             |
| IC         | 12 | 今駒憲二（生田）4年           |
| LW         | 11 | 今泉清（大分舞鶴）1年         |
| SO         | 10 | 前田夏洋（修猷館）2年         |
| SH         | 09 | 堀越正巳（熊谷工）1年         |
| N8         | 08 | 清宮克幸（茨田）2年           |
| OF         | 07 | 清田真央（神戸）3年           |
| BF         | 06 | 神田識二朗（福岡）4年         |
| RL         | 05 | 篠原太郎（筑紫）3年           |
| LL         | 04 | 弘田知巳（早実）4年           |
| TP         | 03 | 頓所明彦（巻）4年             |
| HK         | 02 | 森島弘光（日川）2年           |
| LP         | 01 | 永田隆憲（筑紫）4年           |
| 交代:      |    |                               |
|            | 16 | 吉村恒（成城）2年 80+分-      |
| 監督:      |    |                               |
| 木本建治   |    |                               |

| 明治大学 |    |                           |
|          |    |                           |
| FB       | 15 | 高岩映善（作新学院）2年   |
| RW       | 14 | 竹之内弘典（報徳学園）2年 |
| OC       | 13 | 上井隆三（大工大）4年     |
| IC       | 12 | 川上健司（武豊）4年       |
| LW       | 11 | 吉田義人（秋田工）1年     |
| SO       | 10 | 加藤尋久（熊谷工）2年     |
| SH       | 09 | 安東文明（秋田工）3年     |
| N8       | 08 | 大西一平（大工大）4年     |
| OF       | 07 | 尾上研（久我山）3年       |
| BF       | 06 | 土井太志（報徳学園）4年   |
| RL       | 05 | 蜂谷晶（下伊那農）2年     |
| LL       | 04 | 飛弾誠（大分水産）2年     |
| TP       | 03 | 須之内浩司（松山聖陵）3年 |
| HK       | 02 | 岡本時和（大工大）3年     |
| LP       | 01 | 佐藤浩美（秋田市立）3年   |
| 監督:    |    |                           |
| 北島忠治 |    |                           |

- 出場者は早稲田大学ラグビー蹴球部公式サイト内の記録[11] に基づく。
- 選手名の括弧内は出身高校、括弧の後ろは出場時の学年。

## 注記
1. 1 2  この年、明治は筑波大学との対戦で黒星を喫しており、引き分けでは早稲田の優勝となる展開であった。
2. ↑  この年は早明戦の翌週の12月13日にもこの日を上回る大雪を観測している[4]。この日は同じ国立競技場で第8回トヨタカップ（FCポルト対ペニャロール）が積雪の中行われ、「雪のトヨタカップ」と呼ばれる[5]。
3. 1 2  この当時、ラグビーユニオンにおけるトライの得点は4点であった。1992年のルール改定でトライの得点は5点となっている。
4. ↑  早稲田の今泉がPGを決めたシーンでは、早稲田の応援席に後の落語家立川談笑（当時早稲田在学中）が映っていた。

## 関連書籍
- 橋本謙太郎『伝説「雪の早明戦」　国立が白く燃えた日　1987年12月6日 関東大学ラグビー対抗戦 早稲田対明治』双葉社、2024年10月。ISBN 457531918X。